# The Expedition
The Expedition – pierwszy album koncertowy amerykańskiego zespołu grającego power metal Kamelot. Został wydany w październiku 2000 r. przez wytwórnię Noise Records. Ostatnie trzy utwory nie zostały nagrane na żywo - „We Three Kings” and „One Day” to dodatkowy materiał z sesji nagraniowej albumu Siege Perilous, a „We Are Not Separate” to ponownie nagrany utwór z albumu Dominion.

## Twórcy
- Roy Khan – wokal
- Thomas Youngblood – gitara elektryczna, chórki
- Glenn Barry – gitara basowa
- Casey Grillo – perkusja

### Gościnnie
- Günter Werno - instrumenty klawiszowe

## Lista utworów
1. „Intro / Until Kingdom Come”
2. „Expedition"
3. „The Shadow of Uther"
4. „Millennium"
5. „A Sailorman's Hymn"
6. „The Fourth Legacy"
7. „Call of the Sea"
8. „Desert Reign” / „Nights of Arabia"
9. „We Three Kings”
10. „One Day"
11. „We Are Not Separate"